# Ifigenija (film)
Ifigenija (grško Ιφιγένεια) je grški dramski film iz leta 1977, ki ga je režiral, produciral in zanj napisal scenarij Michael Cacoyannis. Temelji na starogrškem mitu o Ifigeniji, hčeri Agamemnona in Klitemenstre, ki jo boginja Artemida ukaže žrtvovati. To je Cacoyannisov tretji film iz starogrške trilogije, po filmih Elektra leta 1962 in Trojanke leta 1971. Film je adaptacija Cacoyannise postavitve gledališke igre Ifigenija v Avlidi Evripida. V glavnih vlogah nastopajo Tatiana Papamoschou v naslovni vlogi, Kostas Kazakos kot Agamemnon in Irene Papas kot Klitemenstra. Filmsko glasbo je naspisal Mikis Theodorakis.
Film je bil premierno prikazan leta 1977 v grških kinematografih. Kot grški kandidat je bil nominiran za oskarja za najboljši mednarodni celovečerni film na 50. podelitvi. Nominiran je bil tudi za glavno nagrado zlata palma na Filmskem festivalu v Cannesu. Nagrajen je bil z belgijsko nagrado Femina in nagrado za najboljši film na Filmskem festivalu v Solunu, kjer je osvojil tudi nagrado za glavno žensko vlogo (Papamoschou).

## Vloge
- Irene Papas kot Klitemenstra
- Tatiana Papamoschou kot Ifigenija
- Kostas Kazakos kot Agamemnon
- Costas Carras kot Menelaj
- Christos Tsagas kot Odisej
- Panos Mihalopoulos kot Ahil
- Dimitri Aronis kot Kalhant